# José Domingo Blanco
José Domingo Blanco, también conocido por su seudónimo Mingo, es un periodista y locutor venezolano. Ha sido conductor de programas tanto de radio como televisión, en canales como Radio Caracas Televisión, CMT, Globovisión, Mágica 99.1FM y Radio Caracas Radio, al igual que articulista en diarios como El Universal.

## Carrera
Sus primeros pasos los dio como ancla del noticiero El Observador de RCTV en 1989. 
En el canal de televisión Globovisión fue conductor del programa "Primera Página". En la radio, Mingo trabajó en la emisora Mágica 99.1FM hasta su cierre en 2017 por la Comisión de Telecomunicaciones de Venezuela (CONATEL), conduciendo el programa matutino "Puntos de Vista", al igual que como conductor del programa "Por todos los medios" en la señal abierta de Radio Caracas Radio desde 2019 hasta su cese de operaciones en 2023.
Ha sido articulista para el diario El Universal, al igual que conductor de la sección audiovisual "Toque de Queda" del diario en Internet.En 2021 fue seleccionado en la lista de Los venezolanos más influyentes del 2021 elaborada por el portal de noticias Caraota Digital.